# グラーム・ムハンマド・ガウス・ハーン
グラーム・ムハンマド・ガウス・ハーン（Ghulam Muhammad Ghause Khan, 1824年8月25日 - 1855年10月7日）は、南インドの（年金受給者としての）カルナータカ太守（在位：1825年 - 1855年）。

## 生涯
1825年11月12日、父であるカルナータカ太守アーザム・ジャーが死亡し、まだ幼い息子であるグラーム・ムハンマド・ガウス・ハーンが太守位を継承した。
1855年10月7日、グラーム・ムハンマド・ガウス・ハーンはマドラスで死亡した。その死に際し、継承者である息子が存在しなかったため、「失権の原理」により給付されていた年金は廃止となった。